# Raby (Merseyside)
Raby – wieś w Anglii, w hrabstwie ceremonialnym Merseyside, w dystrykcie metropolitalnym Wirral. Leży 11 km na południe od centrum Liverpool i 282 km na północny zachód od Londynu. W 2001 miejscowość liczyła 100 mieszkańców.